# Municipio Loreto (Baja California Sur)
Koordinaten: 26° 0′ N, 111° 24′ W
Loreto ist ein Municipio des mexikanischen Bundesstaates Baja California Sur. Das Municipio hat 16.738 Einwohner (Volkszählung 2010) und eine Fläche von 4.637 km². Hauptort und größter Ort im Municipio ist das gleichnamige Loreto. Die Gemeinde wurde 1992 aus Teilen des Municipio Comondú gebildet.

## Geographie
Das Municipio Loreto liegt im Osten des Bundesstaates Baja California Sur auf einer Höhe von bis zu 1600 m. Es zählt zur Gänze zur physiographischen Provinz der Halbinsel Niederkalifornien. Die Geologie des Municipios setzt sich zusammen aus 65 % Extrusivgestein, 25 % Sedimentgestein und 9 % Alluvionen, vorherrschende Bodentypen sind der Leptosol (56 %), Regosol (18 %) und Vertisol (11 %). 99 % der Gemeindefläche sind mit Gestrüpplandschaft bedeckt.
Das Municipio Loreto grenzt an die Municipios Mulegé und Comondú sowie an den Golf von Kalifornien. Zum Municipio gehören auch mehrere Inseln im Golf von Kalifornien, darunter Isla Carmen, Isla Coronados, Isla Monserrat und Isla Santa Cruz.

## Bevölkerung
Das Municipio zählt laut Zensus 2010 16.738 Einwohner in etwa 4.600 Wohneinheiten. Davon wurden 304 Personen als Sprecher einer indigenen Sprache registriert, darunter 60 Sprecher des Mazatekischen und 55 Sprecher des Zapotekischen. Etwa 3,3 % der Bevölkerung waren Analphabeten. 7.475 Einwohner wurden als Erwerbspersonen registriert, wovon ca. 71 % Männer bzw. 3,3 % arbeitslos waren. 10,2 % der Bevölkerung lebten in extremer Armut.

## Ortschaften
Das Municipio Loreto umfasst 147 bewohnte localidades, von denen vom INEGI nur der Hauptort als urban klassifiziert ist. Sechs Orte wiesen beim Zensus 2010 eine Einwohnerzahl von über 100 auf. Diese Orte sind:
| Ort               | Bevölkerung |
| ----------------- | ----------- |
| Loreto            | 14.724      |
| Ensenada Blanca   | 00.255      |
| Ligüí             | 00.203      |
| Puerto Agua Verde | 00.192      |
| La Danzante       | 00.174      |
| San Javier        | 00.131      |